# 尚成王
尚成王（しょうせいおう、1800年12月4日（嘉慶5年10月18日） - 1804年2月7日（嘉慶8年12月26日））は、琉球王国第二尚氏王朝の第16代国王（在位：1803年）。童名は思徳金（うみとくがね）。
2歳で即位するが、わずか1年足らずで死去。

## 家族
- 父 - 尚温王
- 母 - 聞得大君加那志（号・仙徳。向氏国頭親方朝慎の娘）